# Episodi di Eleventh Hour
La prima e unica stagione della serie televisiva Eleventh Hour è stata trasmessa in prima visione negli Stati Uniti dal 9 ottobre 2008 al 2 aprile 2009 dalla CBS.
In Italia è stata trasmessa in prima visione assoluta dal 4 luglio 2009 al 29 agosto 2009 sul canale a pagamento Steel. In chiaro è stata trasmessa da Italia 1 dal 16 dicembre 2009 al 12 febbraio 2010.
| nº | Titolo originale | Titolo italiano        | Prima TV USA     | Prima TV Italia |
| -- | ---------------- | ---------------------- | ---------------- | --------------- |
| 1  | Resurrection     | Clonazione             | 9 ottobre 2008   | 4 luglio 2009   |
| 2  | Cardiac          | Attacco cardiaco       | 16 ottobre 2008  | 4 luglio 2009   |
| 3  | Agro             | Veleno a colazione     | 23 ottobre 2008  | 11 luglio 2009  |
| 4  | Savant           | Persone speciali       | 30 ottobre 2008  | 11 luglio 2009  |
| 5  | Containment      | Pericolo vaiolo        | 6 novembre 2008  | 18 luglio 2009  |
| 6  | Frozen           | Cuore di ghiaccio      | 13 novembre 2008 | 18 luglio 2009  |
| 7  | Surge            | Ribellione             | 20 novembre 2008 | 25 luglio 2009  |
| 8  | Titans           | Doping                 | 4 dicembre 2008  | 25 luglio 2009  |
| 9  | Flesh            | Morte apparente        | 11 dicembre 2008 | 1º agosto 2009  |
| 10 | H2O              | Reazioni incontrollate | 15 gennaio 2009  | 1º agosto 2009  |
| 11 | Miracle          | Miracolo               | 22 gennaio 2009  | 8 agosto 2009   |
| 12 | Eternal          | Due cuori              | 29 gennaio 2009  | 8 agosto 2009   |
| 13 | Pinocchio        | Onnipotenza            | 12 febbraio 2009 | 15 agosto 2009  |
| 14 | Minamata         | Acque torbide          | 19 febbraio 2009 | 15 agosto 2009  |
| 15 | Electro          | Fulmini fatali         | 26 febbraio 2009 | 22 agosto 2009  |
| 16 | Subway           | Pericolo sotterraneo   | 5 marzo 2009     | 22 agosto 2009  |
| 17 | Olfactus         | Profumo d'amore        | 12 marzo 2009    | 29 agosto 2009  |
| 18 | Medea            | Maternità strappata    | 2 aprile 2009    | 29 agosto 2009  |

## Clonazione
- Titolo originale: Resurrection
- Diretto da: Danny Cannon
- Scritto da: Mick Davis (sceneggiatura) e Stephen Gallagher (soggetto)

### Trama
Un uomo si libera di contenitori contenenti il risultato di clonazioni andate male.

## Attacco cardiaco
- Titolo originale: Cardiac
- Diretto da: Clark Johnson
- Scritto da: Mick Davis

### Trama
In una cittadina alcuni bambini di 11 anni iniziano a morire misteriosamente per infarto.

## Veleno a colazione
- Titolo originale: Agro
- Diretto da: Danny Cannon
- Scritto da: Heather Mitchell

### Trama
Una famiglia è intenta a fare colazione, quando tre membri della famiglia misteriosamente iniziano ad avere convulsioni e paralisi.

## Persone speciali
- Titolo originale: Savant
- Diretto da: Danny Cannon
- Scritto da: Heather Mitchell

### Trama
Degli adolescenti autistici, dopo essere stati rapiti, iniziano a manifestare improvvisamente attitudini verso diverse materie.

## Pericolo vaiolo
- Titolo originale: Containment
- Diretto da: Danny Cannon
- Scritto da: Adam Targum (sceneggiatura) e Stephen Gallagher (soggetto)

### Trama
Un addetto ai beni culturali durante un ritrovamento, viene contagiato da un virus che pare simile al vaiolo.

## Cuore di ghiaccio
- Titolo originale: Frozen
- Diretto da: Karen Gaviola
- Scritto da: André Bormanis

### Trama
Una ragazza viene ritrovata su una spiaggia completamente congelata...

## Ribellione
- Titolo originale: Surge
- Diretto da: Guy Ferland
- Scritto da: Angel Dean Lopez (sceneggiatura) e Fred Golan (soggetto)

## Doping
- Titolo originale: Titans
- Diretto da: Nick Gomez
- Scritto da: Speed Weed

## Morte apparente
- Titolo originale: Flesh
- Diretto da: David M. Barrett
- Scritto da: Ben Lee

### Trama
Dei ragazzi universitari ad una festa muoiono improvvisamente, ed una volta all'obitorio resuscitano.

## Reazioni incontrollate
- Titolo originale: H2O
- Diretto da: Terry McDonough
- Scritto da: Heather Mitchell (sceneggiatura) e Kim Newton (soggetto)

### Trama
In una cittadina accade che un certo numero di persone senza precedenti penali iniziano a comportarsi in maniera violenta questo avviene contemporaneamente a più persone.

## Miracolo
- Titolo originale: Miracle
- Diretto da: Paul Shapiro
- Scritto da: Mick Davis (sceneggiatura) e Simon Stephenson (soggetto)

### Trama
Un bambino guarisce miracolosamente da un cancro ad un rene dopo aver bevuto l'acqua di una sorgente che viene a crearsi dopo una tempesta.

## Due cuori
- Titolo originale: Eternal
- Diretto da: Jeffrey Hunt
- Scritto da: Ildy Modrovich

### Trama
Un uomo ricco va a finire con la macchina in una piscina, e viene scoperto da un'autopsia che ha due cuori uno dei quali è venuto a crearsi involontariamente, esso contiene il DNA di 19 persone distinte.

## Onnipotenza
- Titolo originale: Pinocchio
- Diretto da: Guy Ferland
- Scritto da: Angel Dean Lopez

### Trama
Vengono ritrovate quattro gemelle identiche. Questo riconduce a Geppetto dell'episodio 1.

## Acque torbide
- Titolo originale: Minamata
- Diretto da: Dermott Downs
- Scritto da: Adam Targum

### Trama
un videoreporter alla guida di un elicottero perde improvvisamente la vista e si schianta al suolo...

## Fulmini fatali
- Titolo originale: Electro
- Diretto da: Nick Gomez
- Scritto da: Heather Mitchell (sceneggiatura) e André Bormanis (soggetto)

### Trama
30 persone muoiono colpite da fulmini durante una tempesta di 10 minuti nel Massachusetts...

## Pericolo sotterraneo
- Titolo originale: Subway
- Diretto da: Paul McCrane
- Scritto da: Stephen Gallagher

### Trama
A Philadelphia diverse persone svengono dopo una sensazione di amaro in bocca e vertigini.

## Profumo d'amore
- Titolo originale: Olfactus
- Diretto da: Paul Shapiro
- Scritto da: Angel Dean Lopez e Ildy Modrovich

### Trama
A Manhattan, durante la settimana della moda, diversi uomini sono attratti violentemente dal profumo di alcune donne.

## Maternità strappata
- Titolo originale: Medea
- Diretto da: Guy Ferland
- Scritto da: Stephen Gallagher

### Trama
Una donna, affetta da disturbi psichici, minaccia una famiglia sostenendo che il padrone di casa sia il padre del bambino che le hanno portato via subito dopo la nascita.